# Болярин
Болярин е средновековна наследствена титла, носена от най-висшата прослойка на феодалната аристокрация на България, Русия, Влашко и Молдова между X и XVII век.

## Произход на думата
Предполага се, че думата произхожда от езика на дунавските прабългари и оттам се внася в старобългарския – болꙗринъ. Разпространила се е и в други славянски езици, както и в някои романски. В старобългарския се изписва като болѧринъ, също и като боѧринъ, в староруския се изписва като боляринъ, а на съвременен руски – боярин.

## Болярите в България
През Първото българско царство болярите се делели на:
- боили (първенци) и багаини (военни началници)
- велики (големи) и мали (малки)
- вътрешни и външни.

Според „Книга за церемониите“ на Константин VII, по времето на Симеон Велики великите боили са били шест на брой. Те участвали в Съвета на Великите боили, който решавал най-важните държавни дела. През Второто българско царство болярите също се делели на велики и мали в зависимост от имуществото си или функциите, които изпълнявали в държавната администрация.
Често титлата боляр се носела заедно с друга като кавхан, боритаркан, ичиргу боила, миник, челник, велик логотет, велик войвода, протовестиарий и др. Най-високопоставените участвали в Синклита (Болярски съвет), който съветвал българския владетел през Първата и Втората българска държава. Те се ползвали с многобройни привилегии и заемали най-висшите административни и военни длъжности. Това било предпоставка за концентриране на голяма власт в ръцете им, което водело до чести заговори срещу владетеля или отцепване на цели области от държавата и обявяването им за независими. Болярската титла е премахната и привилегиите отнети след покоряването на България от Османската империя.

## Болярите в Русия
Руските боляри, наричани бояре (ед.ч. боярин), притежавали значителна власт, поддържана чрез военната подкрепа, която оказвали на киевските князе. Властта и репутацията на много от тях скоро станали зависими от държавната служба, семейната история на службата и в по-малка степен от притежанието на земя.
Боярите заемали най-високите държавни постове и чрез Думата (държавния съвет) съветвали княза. Те получавали щедри поземлени дарения и били главните законодатели на Киевска Рус.
Когато политическият център на държавата е преместен в Москва през XIV и XV век, боярите запазват своето влияние. Със затвърждаването на властта на Великите Князе на Московието, боярите започват да губят своите позиции и влияние, особено при царете Иван III и Иван IV Грозни, които крайно ограничават властта на князете през XVI век. Старото им право да заменят службата при един господар с тази при друг е отменено, както и правото им да притежават земя без да се задължават да служат на царя.
Боярската дума се увеличава от тридесетина до към стотина души през XVII век, но през 1711 година е разпусната от цар Петър Велики.

## Болярите във Влашко и Молдова
Сред румънците болярската класа се оформила от първенците (cneaz или jude) на земеделските общности през раното Средновековие. Първоначално бойерите (на румънски: boier) били избирани, но по-късно те превърнали своите съдебни и административни правомощия в наследствени като постепенно ги разпрострели и върху други общности. След появата на по-сложни политически структури в района привилегированият статут на болярите подлежал на потвърждение от централната власт, която използвала това си право за да включва в бойерската класа индивиди, отличили се във военните си или граждански длъжности, чрез награждаването им със земя от държавните имоти.
Влашките бойери с течение на времето се разделили на 'велики' (тези които притежавали огромни и многобройни имоти и държали важни постове в централната администрация) и 'малки' (които имали малки имоти и по-маловажни длъжности). От началото на 15 век те станали най-важната политическа сила във Влашко и Молдова. В Трансилвания те били или асимилирани от унгарската аристокрация или загубили своят статут, превръщайки се в обикновени селяни.
Въпреки че през вековете тяхната власт се редувала с периоди на централизирано управление, болярите във Влашко и Молдова разширили своите привилегии – те имали неограничена власт върху жителите на своите владения, пълно право да налагат данъци и само боляри можели да заемат административни длъжности. Разделени на многобройни групировки, те често правели опити за сваляне на управляващите князе на тези две държави, процес често съпроводен със зверства и престъпления и от двете страни. От 16 век нататък членовете на големите болярски фамилии заменили на троновете на Влашко и Молдова традционните князе от династиите Basarab (Бесараб) и Muşat (Мушат).

## Други
На болярите е наречена улица „Болярска“ в квартал „Триъгълника-Надежда“ в София (Карта).